# こんちワ近石真介です
『こんちワ近石真介です』（こんちワちかいししんすけです）は、TBSラジオ（当時は東京放送のラジオ部門）で放送されていた朝のワイド番組。

## 概要
『東食ミュージックプレゼント』において、中継レポーターの毒蝮三太夫とのやり取りが好評であった声優の近石真介が、当時は珍しかった午前の平日帯ワイド番組のメインパーソナリティに起用されたのがこの番組である。『ミュージックプレゼント』は毒蝮がメインパーソナリティを務める内包番組として継続し、現在のスタイルが確立された。
1980年10月3日に一旦終了するが、リスナーが裏番組であるニッポン放送の『玉置宏の笑顔でこんにちは!』等に流出したため、リスナーの強い要望により、2年6か月後の1983年4月11日に復活する。しかし、1985年4月8日に『土曜ワイドラジオTOKYO』のノウハウを生かして、平日帯の大型ワイド番組『スーパーワイドぴいぷる』を編成することとなったため、通算11年の歴史に終止符を打った。

## 放送期間
- 第1期：1971年10月4日 - 1980年10月3日
- 第2期：1983年4月11日 - 1985年4月4日

## 放送時間
- 第1期
  - 1971年10月4日 - 1972年4月21日：月曜日 - 土曜日 9時15分 - 11時05分
  - 1972年4月24日 - 1980年10月3日：月曜日 - 金曜日 9時15分 - 11時05分
- 第2期：月曜日 - 金曜日 9時00分 - 11時40分

## メインパーソナリティ
- 近石真介 （声優）

## 番組内タイムテーブル

### 1980年当時
- 9:15 駅から今日ワ!
- 9:25 はがきでこんにちは
- 9:30 ラジオ身の上相談
- 9:45 バラの手帖
- 9:55 交通ニュース
- 10:00 秋山ちえ子の談話室
- 10:10 ママぼくわたし
- 10:20 美味しいものこんにちわ
- 10:30 東食ミュージックプレゼント
- 11:00 TBSニュース

### 1983年当時
- 9:00 近石真介のお元気ですか・気象現況
- 9:10 はがきでこんにちは
- 9:15 954ドライバーズリクエスト
- 9:25 交通ニュース
- 9:30 ラジオ身の上相談
- 9:45 さわやかリクエスト
- 9:55 交通ニュース
- 10:00 秋山ちえ子の談話室
- 10:10 奥さまラジオ横丁
- 10:25 交通ニュース
- 10:30 東食ミュージックプレゼント
- 11:00 TBSニュース
- 11:05 メイコ&カンナ・奥さんおじゃまします（中村メイコ、神津カンナ）
- 11:15 - 11:40
  - 近石真介の口八丁手八丁（このコーナーのみ全国ネット）
  - 菅原牧子の料理で乾杯